# Stay (The-Kid-Laroi-und-Justin-Bieber-Lied)
Stay ist ein Popsong des australischen Sängers The Kid Laroi in Kooperation mit dem kanadischen Sänger Justin Bieber aus dem Jahr 2021. Der Titel belegte in zahlreichen Ländern Platz eins der Charts. 

## Leaks
Bereits im September 2020 kursierten Teile des Songs im Internet, nachdem The Kid Laroi einen Ausschnitt davon bei Instagram veröffentlicht hatte, weiter Ausschnitte leakte der Streamer Rolling Loud Ende Oktober 2020. Vor der Veröffentlichung im Juli 2021 sang The Kid Laroi den Song auf einem Live-Konzert von Genius. Der vollständige Titel wurde bereits im Juni 2021 auf Discord geleakt. Weitere Leaks, unter anderem der Lyrics, gab es ebenfalls.

## Offizielle Veröffentlichung
Der Titel wurde am 9. Juli 2021 für das Album F*ck Love 3: Over You von The Kid Laroi veröffentlicht. Der Titel wurde von Cashmere Cat, Blake Slatkin, Omer Fedi und Charlie Puth produziert. Der Song ist insgesamt 2:21 Minuten lang. Das Label des Songs ist Columbia Records.
| Liedteil   | Künstler                     |
| ---------- | ---------------------------- |
| Hook       | The Kid Laroi                |
| 1. Strophe | The Kid Laroi                |
| Pre-Hook   | The Kid Laroi                |
| Hook       | The Kid Laroi                |
| 2. Strophe | The Kid Laroi, Justin Bieber |
| Pre-Hook   | The Kid Laroi, Justin Bieber |
| Hook       | The Kid Laroi, Justin Bieber |
| Outro      | The Kid Laroi, Justin Bieber |

## Mitwirkende
| Liedproduktion - Produzenten: Cashmere Cat, Blake Slatkin, Omer Fedi und Charlie Puth - Bass-Gitarre und Gitarre: Omer Fedi, Blake Slatkin - Keyboard: Omer Fedi, Blake Slatkin, Charlie Puth und Cashmere Cat - Mitwirkende beim Musikvideo: Bryan Smaller, Digital Axis, Vinnie Hobbs, Jack Winter und Colin Tilley | Unternehmen - Label: Columbia Records - Video-Produktion: Boy in the Castle |

## Musikvideo
Das Musikvideo wurde zur offiziellen Veröffentlichung der Single auf YouTube veröffentlicht. Das Musikvideo entstand unter Regie von Colin Tilley. Produziert wurde das es von Boy in the Castle, beteiligt bei Bearbeitung und Schnitt waren unter anderem Bryan Smaller, Digital Axis, Vinnie Hobbs, Jack Winter und Colin Tilley. Das Musikvideo konnte bis August 2025 über 1 Milliarde Aufrufe verzeichnen.

## Kommerzieller Erfolg

### Chartplatzierungen
In vielen Ländern wurde die Single zum Nummer-eins-Hit, unter anderem in Australien, Dänemark, Finnland, Neuseeland, den Niederlanden, Norwegen, Österreich, Schweden und den Vereinigten Staaten. In Deutschland erreichte das Lied nicht nur die Chartspitze der Singlecharts, sondern auch die Chartspitze der Airplaycharts. In der Schweizer Hitparade belegte das Lied Rang drei.
| ChartsChartplatzierungen       | Höchstplatzierung | Wochen |
| ------------------------------ | ----------------- | ------ |
| Australien (ARIA)              | 1 (63 Wo.)        | 63     |
| Deutschland (GfK)              | 1 (72 Wo.)        | 72     |
| Kanada (MC)                    | 3 (34 Wo.)        | 34     |
| Neuseeland (RMNZ)              | 1 (65 Wo.)        | 65     |
| Österreich (Ö3)                | 1 (63 Wo.)        | 63     |
| Schweiz (IFPI)                 | 2 (72 Wo.)        | 72     |
| Vereinigte Staaten (Billboard) | 1 (63 Wo.)        | 63     |
| Vereinigtes Königreich (OCC)   | 2 (58 Wo.)        | 58     |

| ChartsJahrescharts (2021)      | Platzierung |
| ------------------------------ | ----------- |
| Australien (ARIA)              | 2           |
| Deutschland (GfK)              | 6           |
| Neuseeland (RMNZ)              | 8           |
| Österreich (Ö3)                | 3           |
| Schweiz (IFPI)                 | 12          |
| Vereinigte Staaten (Billboard) | 12          |
| Vereinigtes Königreich (OCC)   | 7           |

| ChartsJahrescharts (2022)      | Platzierung |
| ------------------------------ | ----------- |
| Australien (ARIA)              | 3           |
| Deutschland (GfK)              | 16          |
| Neuseeland (RMNZ)              | 10          |
| Österreich (Ö3)                | 15          |
| Schweiz (IFPI)                 | 19          |
| Vereinigte Staaten (Billboard) | 3           |
| Vereinigtes Königreich (OCC)   | 30          |

### Auszeichnungen für Musikverkäufe
| Land/Region                  | Auszeichnungen für Musikverkäufe (Land/Region, Auszeichnung, Verkäufe) | Verkäufe   |
| ---------------------------- | ---------------------------------------------------------------------- | ---------- |
| Australien (ARIA)            | 17× Platin                                                             | 1.190.000  |
| Belgien (BRMA)               | 2× Platin                                                              | 80.000     |
| Brasilien (PMB)              | 3× Diamant                                                             | 480.000    |
| Dänemark (IFPI)              | 4× Platin                                                              | 360.000    |
| Deutschland (BVMI)           | Gold                                                                   | 200.000    |
| Frankreich (SNEP)            | Diamant                                                                | 333.333    |
| Griechenland (IFPI)          | 2× Platin                                                              | 40.000     |
| Italien (FIMI)               | 4× Platin                                                              | 400.000    |
| Kanada (MC)                  | Diamant                                                                | 800.000    |
| Mexiko (AMPROFON)            | 3× Gold                                                                | 210.000    |
| Neuseeland (RMNZ)            | 7× Platin                                                              | 210.000    |
| Norwegen (IFPI)              | 2× Platin                                                              | 120.000    |
| Österreich (IFPI)            | 2× Platin                                                              | 60.000     |
| Polen (ZPAV)                 | 4× Platin                                                              | 200.000    |
| Portugal (AFP)               | 5× Platin                                                              | 50.000     |
| Schweden (IFPI)              | 5× Platin                                                              | 400.000    |
| Schweiz (IFPI)               | 3× Platin                                                              | 60.000     |
| Spanien (Promusicae)         | 4× Platin                                                              | 240.000    |
| Vereinigte Staaten (RIAA)    | 11× Platin                                                             | 11.000.000 |
| Vereinigtes Königreich (BPI) | 3× Platin                                                              | 1.800.000  |
| Insgesamt                    | 2× Gold · 66× Platin · 6× Diamant ·                                    | 18.233.333 |

Hauptartikel: Justin Bieber/Auszeichnungen für Musikverkäufe